# Zespół Warkany’ego 2
Zespół Warkany’ego 2, trisomia 8 (ang. Warkany syndrome 2) – zespół wad wrodzonych spowodowany aberracją chromosomową polegającą na trisomii 8 chromosomu. Całkowita trisomia 8 chromosomu jest stanem letalnym, natomiast mozaicyzm 46,XY/47,XY,+8 lub 46,XX/47,XX,+8 objawia się jako ciężki zespół z opóźnieniem psychoruchowym i licznymi wadami wrodzonymi. Ciężkość objawów i przebiegu zależą od liczby komórek z trisomią.
Nazwa zespołu upamiętnia amerykańskiego genetyka i pediatrę austriackiego pochodzenia, Josefa Warkany’ego (1902-1992) z Cincinnati.

Przeczytaj ostrzeżenie dotyczące informacji medycznych i pokrewnych zamieszczonych w Wikipedii.